# Isola Padang
L'isola Padang è un'isola Indonesiana.

## Geografia
Padang è un'isola vicina alla più grande Sumatra e appartiene amministrativamente alla provincia di Riau. Con una superficie di 1.109 km² l'isola Padang si colloca al 301º posto tra le isole più grandi del mondo.